# Quinto Júnio Aruleno Rústico
Quinto Júnio Aruleno Rústico (em latim: Quintus Junius Arulenus Rusticus; c. 35–93 (58 anos)) foi um senador romano nomeado cônsul sufecto para o nundínio de setembro a dezembro de 92 com Caio Júlio Silano. Era um seguidor de Trásea Peto e, como ele, era um ardente defensor da filosofia estóica.

## Nome
Seus contemporâneos o chamavam de várias formas. Os "Fastos de Potência" e os Fastos Ostienses o chamam de Quinto Aruleno Rústico. Tácito, Plínio, o Jovem, e Dião Cássio o chamam apenas de Aruleno Rústico ou Rústico Aruleno e Suetônio o chama de Júnio Rústico. Mais estranho são os nomes de seus parentes: Júnio Máurico era seu irmão, o senador Júnio Rústico (ainda vivo em 29) era seu pai e Quinto Júnio Rústico, cônsul sufecto em 133 e cônsul ordinário em 162, era seu neto. Olli Salomies tentou determinar a que gente Aruleno Rústico pertencia — Arulena ou Júnia — mas acabou admitindo que não há explicação melhor do que a sugestão de Ronald Syme de que Aruleno é um Júnio por adoção ou por causa de sua mãe.

## Carreira
Rústico foi tribuno da plebe em 66, o mesmo ano no qual Trásea Peto foi condenado à morte pelo Senado Romano e ele teria interposto seu veto ao senatus consultum se o próprio Trásea no o tivesse impedido, pois isso apenas atrasaria sua morte  e certamente provocaria a destruição do próprio Rústico. Durante o ano dos quatro imperadores (69) foi pretor e, como um dos embaixadores do Senado aos exércitos flavianos, foi ferido por soldados de Quinto Petílio Cerial. Apesar de ter sido cônsul sufecto durante o reinado de Domiciano, Rústico foi condenado à morte no ano seguinte por ter escrito um panegírico a Trásea Peto.
Suetônio atribui a ele um panegírico a Helvídio Prisco, outro condenado por Domiciano por suas ideias republicanas. Porém, este último foi obra de Herênio Senécio segundo Tácito e Plínio, o Jovem.